# Чан Сан
Чан Сан (кор. 장상, 張裳, Jang Sang, Chang Sang; нар. 3 жовтня 1939) — корейська науковця та державна діячка, виконувала обов'язки прем'єр-міністра Республіки Корея в липні 2002 року. Перша жінка на посаді голови уряду Південної Кореї.
Від 1996 року Чан Сан була президентом Жіночого університету Іхва. В першій половині липня 2002 року президент Кім Де Чжун подав її кандидатуру для призначення на посаду прем'єр-міністра, втім парламент її не підтримав.